# 名古屋市電押切浄心連絡線
押切浄心連絡線（おしきりじょうしんれんらくせん）は、かつて愛知県名古屋市に存在した、名古屋市電の路線（路面電車）の一つである。全線が同市西区にあり、路線名のとおり押切町停留場と浄心町停留場を結んだ。
名古屋市電気局（1945年以降交通局）により1927年（昭和2年）に開業。1972年（昭和47年）に廃止された。

## 路線概況
全長は0.911キロメートル（1962年3月末時点）。全線が複線かつ道路上に敷設された併用軌道であった。
起点は市電押切線に接続する押切町停留場である。同停留場は国道22号と名古屋市道菊井町線が交差する押切交差点にあり、押切浄心連絡線はここから市道菊井町線上を北進していた。
途中の停留場は天神山停留場1か所のみである。この停留場の北方にある天神山交差点にて東へ曲がり、市道弁天浄心町線上を進と、市道江川線と交差する浄心交差点に出る。同交差点が終点浄心町停留場のあった場所である。この市道江川線上には南北方向に市電上江川線・浄心延長線が走っていたが、押切浄心連絡線とそれらの線は直通できない配線であり、線路は交差点北西角にあった車庫（浄心電車運輸事務所）にそのまま引き込まれていた。

## 歴史
押切・浄心地区で最初に開業した路面電車は押切線である。名古屋電気鉄道の路線として1901年（明治34年）に押切町停留場まで開通した。当時の押切町は美濃路（枇杷島街道）沿いの町として栄えた土地であった。また1912年（大正元年）には押切町駅（1941年廃止）を起点とする郊外路線が一宮や犬山まで開通した。次いで1915年（大正4年）には浄心（浄心前停留場）まで上江川線が到達している。浄心付近は当時の名古屋市域の北端にあたる。

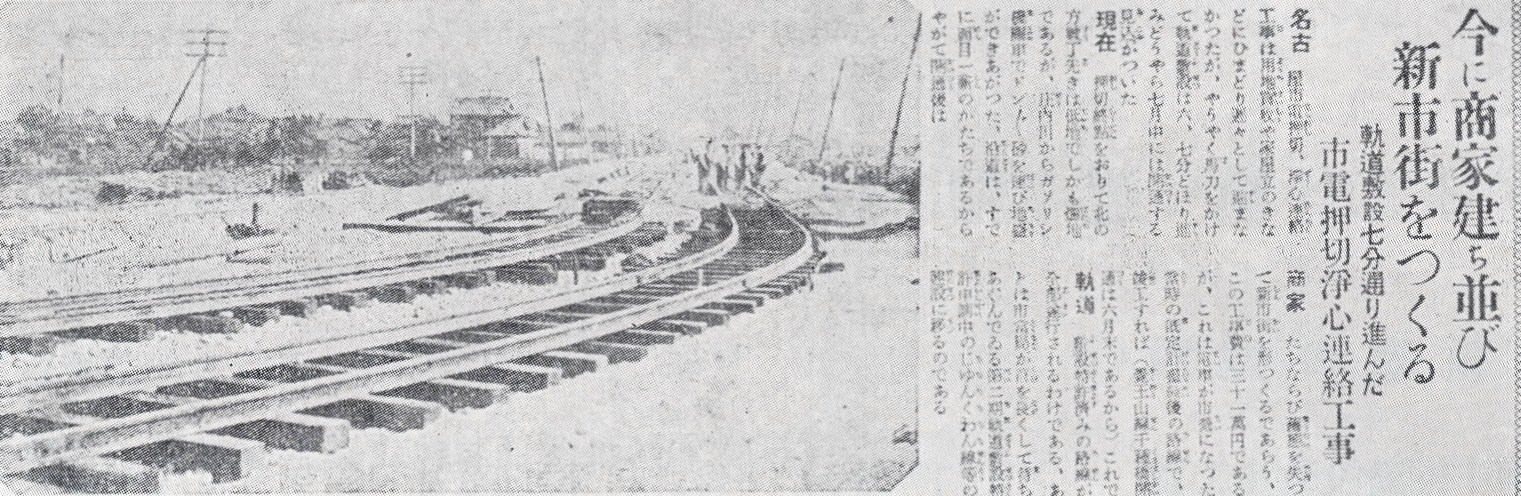
敷設工事の様子（1927年）

1922年（大正11年）8月1日、名古屋電気鉄道市内線を名古屋市が買収・市営化し名古屋市電気局（後の交通局）が引き継いだことで名古屋市電が成立した。市では買収後ただちに明道町線ほか4路線の新設や既設路線の改良などからなる「第1期建設改良工事」をまとめ、1926年度までの5か年事業として着手する。事業の途中、事業期間が1年延長され、覚王山線複線化と本路線すなわち押切浄心連絡線の新設が事業に追加された。押切・浄心（特許地点名は江川端町）間50チェーン（1.0058キロメートル）の軌道敷設特許は1924年（大正13年）4月9日付で許可され、3年後の1927年（昭和2年）7月10日に路線の開業をみた。開通とともに浄心前から名古屋駅前経由で栄町線千種駅前へ至る運転系統が開設されている。
戦後は浄心町から名古屋駅前方面へ通ずる系統と押切線菊井町から東へ折れる系統の2種類が設定されていた（下記#運転系統参照）。また正規の系統以外にも浄心電車運輸事務所を出入りする出入庫系統も名古屋駅との間に運行されており、運転本数は多かった。
名古屋市電は1950年代末に路線網・輸送人員ともに最盛期を迎えたが、事業の大幅な赤字化や市営バスの急速な拡大、自動車の普及による交通事情の変化など市電を取り巻く環境が変化したことから、市は1965年度（昭和40年度）から段階的な市電の撤去に着手し、1968年（昭和43年）12月には1973年度（昭和48年度）までに市電を全廃すると決定した。運転系統も段階的に縮小され、末期には浄心町と笹島線笹島町を結ぶ系統のみ残された。そして一挙に16.5キロメートルが廃線となった1972年（昭和47年）3月1日付の路線廃止により押切浄心連絡線も全廃された。なお最終営業日の2月29日には、浄心町停留場にて路線廃止に伴う「サヨナラ式」が挙行されている。

## 停留場
1961年12月時点で、押切浄心連絡線には以下の計3停留場が設置されていた。
| 停留場名                   | キロ程 (km) | 所在地                 | 位置               |
| -------------------------- | ----------- | ---------------------- | ------------------ |
| 押切町（おしきりちょう）   | 0.0         | 西区菊井通1丁目        | 押切交差点付近     |
| 天神山（てんじんやま）     | 0.6         | 西区天神山町2・3丁目   | 天神山南交差点付近 |
| 浄心町（じょうしんちょう） | 0.9         | 西区上名古屋町字西内江 | 浄心交差点西側     |

上記3停留場はいずれも1927年7月10日の路線開通時に開業した。ただし、浄心町については開業時は「浄心前」という名称であり、1946年1月8日に「浄心」へと改称した後、1949年7月15日に浄心町と改称した。また、押切町 - 天神山間に1937年7月20日「江川署前」という停留場が新設されたが、1943年頃に休止されて後に廃止された。

## 接続路線
- 押切町停留場：
  - 市電押切線（1927年 - 1972年）
  - 名古屋鉄道（名鉄）一宮線（1927年 - 1941年、押切町駅）
- 浄心町停留場：
  - 市電上江川線（1927年 - 1971年）
  - 市電浄心延長線（1955年 - 1971年）

## 運転系統

### 1937年時点
1937年（昭和12年）8月時点において押切浄心連絡線で運行されていた運転系統は以下の通り。
- 浄心前 - 菊井町 - 名古屋駅前 - 柳橋 - 栄町 - 東新町 - 千種駅前
- 浄心前 - 菊井町 - 名古屋駅前 - 柳橋 - 栄町 - 東新町 - 鶴舞公園 - 高辻 - 市民病院前
- 浄心前 - 菊井町 - 名古屋駅前 - 柳橋 - 水主町 - 上前津 - 熱田駅前 - 熱田伝馬町

### 1952年時点
1952年（昭和27年）3月時点において押切浄心連絡線で運行されていた運転系統は以下の通り。
- 11号系統：浄心前 - 菊井町 - 名古屋駅前 - 笹島町 - 栄町 - 今池 - 池下
- 13号系統：浄心町 - 菊井町 - 明道町 - 東片端 - 清水口 - 赤塚 - 大曽根 - 上飯田

### 1961年以降
1961年（昭和36年）4月時点において押切浄心連絡線で運行されていた運転系統は以下の通り。
- 11号系統：浄心前 - 菊井町 - 名古屋駅前 - 笹島町 - 栄町 - 今池 - 覚王山
- 13号系統：浄心町 - 菊井町 - 明道町 - 東片端 - 平田町 - 赤塚 - 大曽根 - 上飯田

市電路線網の縮小が始まると、1965年（昭和40年）10月1日付という早い段階で浄心町 - 上飯田間の13号系統は廃止された。11号系統は運行が継続されるが、路線廃止に従い終点側が覚王山から今池、次いで栄と段階的に短縮され、1971年（昭和46年）2月1日からは浄心町 - 笹島町間の運行となっていた。翌年3月の浄心町 - 笹島町間廃止により11号系統も消滅した。廃止代替として浄心町 - 名古屋駅前 - 堀田駅前間に市営バス94号系統が新設された。

## 利用動向

### 1959年調査
1959年（昭和34年）6月11日木曜日に実施された市電全線の利用動向調査によると、押切浄心連絡線内3停留場の方向別乗車人員・降車人員ならびに停留場間の通過人員は下表の通りであった。
| 停留場名 | 乗車人員 | 乗車人員 | 乗車人員 | 降車人員 | 降車人員 | 降車人員 | 停留場間通過人員 | 停留場間通過人員 |
| 停留場名 | ▼北行    | ▲南行    | 合計     | ▼北行    | ▲南行    | 合計     | ▼北行            | ▲南行            |
| -------- | -------- | -------- | -------- | -------- | -------- | -------- | ---------------- | ---------------- |
| 押切町   | 297      | 終点     | (3,574)  | 起点     | 289      | (3,627)  | 7,194            | 6,908            |
| 天神山   | 54       | 4,104    | 4,158    | 4,091    | 45       | 4,136    | 7,194            | 6,908            |
| 天神山   | 54       | 4,104    | 4,158    | 4,091    | 45       | 4,136    | 3,157            | 2,849            |
| 浄心町   | 終点     | 2,849    | (4,199)  | 3,157    | 起点     | (4,672)  | 3,157            | 2,849            |

- 備考
  - 押切町・浄心町の乗車人員・降車人員合計値は他線区の数値を含む。
  - 押切町をまたいで押切線（菊井通四丁目以遠）と直通する乗客は、北行6,897人・南行6,619人。

### 1966年調査
1966年（昭和41年）11月8日火曜日に実施された市電全線の利用動向調査によると、押切浄心連絡線内3停留場の方向別乗車人員・降車人員ならびに停留場間の通過人員は下表の通りであった。
| 停留場名 | 乗車人員 | 乗車人員 | 乗車人員 | 降車人員 | 降車人員 | 降車人員 | 停留場間通過人員 | 停留場間通過人員 |
| 停留場名 | ▼北行    | ▲南行    | 合計     | ▼北行    | ▲南行    | 合計     | ▼北行            | ▲南行            |
| -------- | -------- | -------- | -------- | -------- | -------- | -------- | ---------------- | ---------------- |
| 押切町   | 246      | 終点     | (2,766)  | 起点     | 194      | (2,661)  | 4,892            | 4,369            |
| 天神山   | 53       | 2,818    | 2,871    | 2,928    | 9        | 2,937    | 4,892            | 4,369            |
| 天神山   | 53       | 2,818    | 2,871    | 2,928    | 9        | 2,937    | 2,017            | 1,560            |
| 浄心町   | 終点     | 1,560    | (2,301)  | 2,017    | 起点     | (2,829)  | 2,017            | 1,560            |

- 備考
  - 押切町・浄心町の乗車人員・降車人員合計値は他線区の数値を含む。
  - 押切町をまたいで押切線（菊井通四丁目以遠）と直通する乗客は、北行4,646人・南行4,175人。